# パブロ・マストローニ
パブロ・マストローニ（Pablo Mastroeni, 1976年8月29日 - ）はアルゼンチン出身の元アメリカ代表サッカー選手、現サッカー指導者。現役時代のポジションはMF。イタリア系アルゼンチン人。
センターバック、右サイド、センターハーフ、ディフェンシブハーフとディフェンシブなポジションならどこでもプレーできるユーティリティ性が魅力。守備力も高く、ピンチが拡大する前に相手を止めるプレーに秀でる。

## 経歴

### クラブ
4歳の時、出生地のアルゼンチンからアメリカ合衆国へ移住する。サンダーバード高校に通い、ノースカロライナ州立大学でプレーする。1998年のMLSカレッジドラフトで、マイアミ・フュージョンに全体で13番目に指名され、プロサッカー選手としてのキャリアをスタートさせる。プロ初年から、センターバックやボランチをこなし、その高いユーティリティ性を発揮して、2年目には、レギュラーとして活躍する。マイアミ・フュージョンでは、4シーズンプレイする。2001年にMLSベストイレブンに選出される。2001年シーズン終了後、マイアミ・フュージョンはMLSから撤退をしたため、マストローニは2002のMLS分配ドラフトでコロラド・ラピッズへ移籍する。2013年6月、トレードでロサンゼルス・ギャラクシーに加入し、シーズン終了後に現役を引退した。2014年3月、コロラド・ラピッズの監督に就任した。

### 代表
2001年6月7日に、エクアドル戦で米国代表初キャップを得る。2002年の日韓ワールドカップで、マストローニは開幕戦に出場、ベスト8躍進の礎となる。2005年1月10日、代表キャンプ中に全治6～8週間の怪我をする。2006年5月2日、再びアメリカ代表チームに選出される。2006年6月17日、ドイツ・ワールドカップのイタリア戦において、マストローニは前半にレッドカードを提示され退場。マストローニは罰金・3試合の出場停止処分を受ける。その結果、同大会ガーナ戦と2007年のCONCACAFゴールドカップの最初の2試合を出場停止となる。2007年2月7日、メキシコとの親善試合でチームキャプテンに選ばれる。

## エピソード
コロラド・ラピッズでチームメートであった木村光佑からは、気持ちの入った選手だと称されている。

## 所属クラブ
- トゥーソン・アミーゴス 1995-1997
- マイアミ・フュージョン 1998-2001

→  MLSプロジェクト-40 1998 (loan)
- コロラド・ラピッズ 2002-2013
- ロサンゼルス・ギャラクシー 2013

## 代表歴

### 出場大会
- アメリカ代表
  - 2002 FIFAワールドカップ
  - 2006 FIFAワールドカップ

### 試合数
- 国際Aマッチ 65試合 0得点（2001年-2009年）[5]

| アメリカ代表 | 国際Aマッチ | 国際Aマッチ |
| 年           | 出場        | 得点        |
| ------------ | ----------- | ----------- |
| 2001         | 2           | 0           |
| 2002         | 12          | 0           |
| 2003         | 11          | 0           |
| 2004         | 7           | 0           |
| 2005         | 11          | 0           |
| 2006         | 7           | 0           |
| 2007         | 7           | 0           |
| 2008         | 5           | 0           |
| 2009         | 3           | 0           |
| 通算         | 65          | 0           |

## 監督歴
- コロラド・ラピッズ 2014-2017
- レアル・ソルトレイク 2021-

## タイトル

### クラブ
マイアミ・フュージョン
- MLS サポーターズ・シールド 2001

コロラド・ラピッズ
- MLS イースタン・カンファレンス・チャンピオンシップ 2010
- MLSカップ 2010

### 代表
アメリカ合衆国代表
- CONCACAFゴールドカップ 2005, 2007

### 個人
- MLSベストイレブン 2001